# Arne Bornebusch
Arne Folke Harald Bornebusch, född 10 december 1905 i Hjortsberga församling i Kronobergs län, död 13 oktober 1973 i S:t Johannes församling i Stockholm, var en svensk författare, regissör, serieskapare och manusförfattare.

## Biografi
Bornebusch var son till den danskbördige disponenten Rudolf Hartmann Bornebusch (1873–1942) och Riken Berntsson (1883–1953) samt bror till företagsledaren Erland Bornebusch. Han författardebuterade i unga år med lyriksamlingen Asfaltsblänk och andra stänk (1929) och fortsatte med Det finns en hel del som kan kallas ruttet i stockholmsk teater (1931).
Via poesin och teatern kom han till filmen och började skriva filmmanus men gjorde också kortfilm innan han långfilmsdebuterade med folklustspelet Skärgårdsflirt (1935). Han sågs som en lovande ung regissör med breda kunskaper och fick göra det historiska dramat Eli Sjursdotter (1938). Efter melodramen Frestelse (1940), med Bornebuschs originalmanus, som fick hygglig kritik, följde Mannen som alla ville mörda (1940). Den senare, som spelades in i Norge och producerades av brodern Erland Bornebusch på hans bolag Centrumfilm blev ett stort bakslag för bröderna och Arne Bornebusch fick återgå till kortfilmen. Han gjorde beställningsfilmer för olika organisationer men också några filmer om Per Albin Hansson. Han var speaker i ett 30-tal filmer.
Tillsammans med tecknaren Bo Vilson skapade han serien Harald Handfaste, som filmatiserades 1946 i regi av Hampe Faustman. Bornebusch gav 1940 ut boken Att skriva filmmanuskript som var en av de första handböckerna inom manusskrivarkonsten.
Åren 1935–1945 var han gift med Annika Backelin (1914–1973), omgift Törnqvist, de fick en son: krögaren Peder Bornebusch (född 1935), som är far till scenografen Cian Bornebusch och morfar till skådespelaren Josephine Bornebusch. Åren 1946–1949 var han gift med artisten Lolita Russell Jones (1926–1988) och 1950–1956 med Françoise Guérin (född 1930) från Frankrike, med vilken han fick han ytterligare en son (född 1951).
Arne Bornebusch är begravd på S:t Jörgens kyrkogård i Varberg.

## Regi i urval
- 1948 – De kämpade sig till frihet
- 1946 - Per Albin svarar - Välkomna till oss
- 1945 – Det var en gång...
- 1940 - Frestelse
- 1940 - Mannen som alla ville mörda
- 1938 - Eli Sjursdotter
- 1938 - Sol över Sverige
- 1936 - Våran pojke
- 1936 - Kvartetten som sprängdes
- 1935 - Stockholmsmelodi
- 1935 - Skärgårdsflirt

## Filmmanus
- 1946 - Harald Handfaste
- 1945 – Det var en gång...
- 1940 - Frestelse